# Jaylen Brown

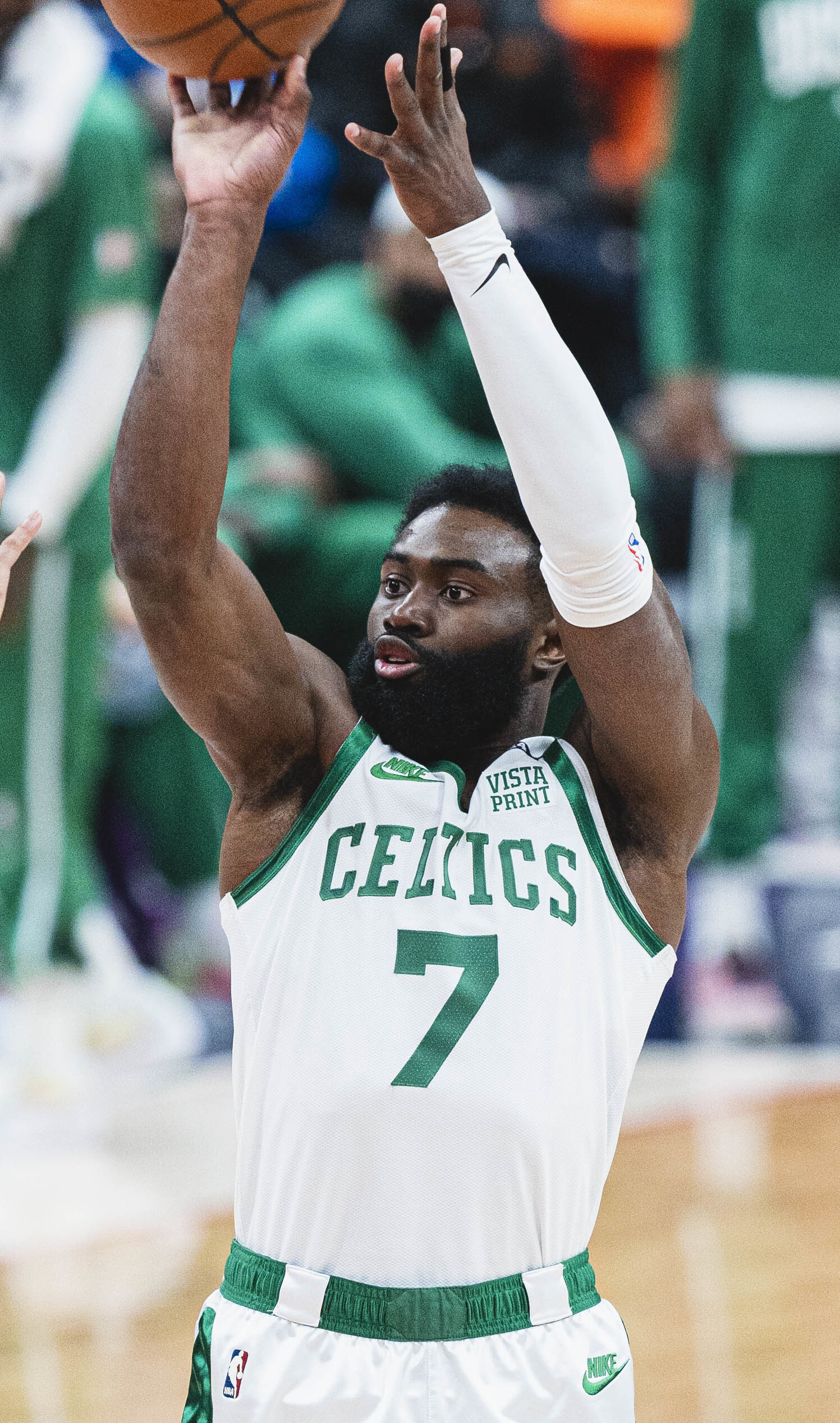
Jaylen Brown, 2022.

Jaylen Marselles Brown, född 24 oktober 1996 i Atlanta i Georgia, är en amerikansk professionell basketspelare (SG/SF) som spelar för Boston Celtics i National Basketball Association (NBA).
Brown draftades av Boston Celtics i första rundan i 2016 års draft som tredje spelare totalt. Han vann NBA Finals år 2024 och utsågs till matchseriens mest värdefulle spelare. 
Innan han blev proffs studerade Brown på University of California, Berkeley och spelade för deras idrottsförening California Golden Bears.